# Cemitério Parque dos Pinheiros
O Cemitério Parque dos Pinheiros é um Cemitério localizado na zona norte da cidade de São Paulo, Brasil. Projetado por Alcindo Dell Agnese, o cemitério possui uma casa sede integrada ao projeto paisagístico. O local possui aproximadamente 330.000m² de natureza preservada, e os jazigos são identificados por lápides de bronze. 

## Sepultados notórios
- Ranulfo Ramiro da Silva e José Ramiro Sobrinho, cantores da dupla Pena Branca e Xavantinho.[1]
- Kevin Nascimento Bueno, era um cantor mais conhecido como MC Kevin.[2]
- Isabella Nardoni, menina de cinco anos de idade, jogada do sexto andar do edifício onde morava em São Paulo, pelo pai Alexandre Nardoni e a madrasta Anna Carolina Jatobá.[3]

## Certificados de qualidade
- Prêmio Quality Brasil, pela Sociedade Brasileira de Educação e Integração.
- ICCFA, International Cemetery, Cremation and Funeral Association (Associação Internacional de Cemitérios, Crematórios e Funerárias.